# Жребино
Жре́бино (болг. Жребино) — село в Ямбольській області Болгарії. Входить до складу общини Єлхово.

## Населення
За даними перепису населення 2011 року у селі проживали 170 осіб, з них 132 особи (99,2%) — болгари.
Розподіл населення за віком у 2011 році:
Динаміка населення: